# Oiseau nicheur

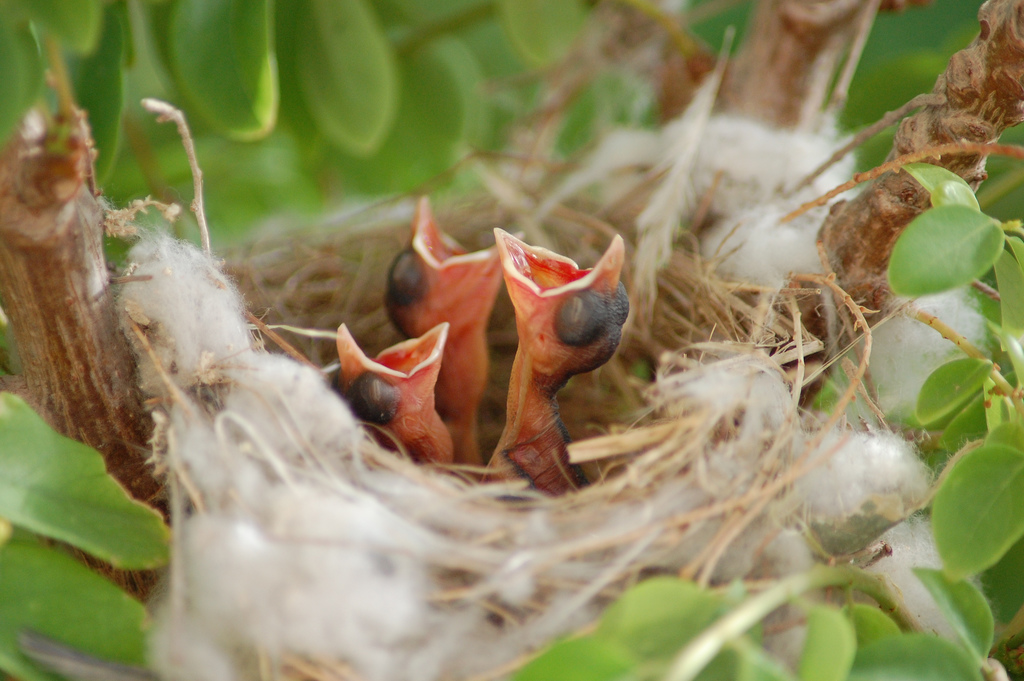
Oisillons dans un nid

Les oiseaux nicheurs (fréquents, réguliers ou occasionnels) d'une aire géographique délimitée sont ceux qui y font leur nid, s'y reproduisent et garde sa couvée. S'y opposent les oiseaux hôtes et les "harceleurs". Ces derniers limitent leur activité à la reproduction et à la ponte dans le nid d'un oiseau d'une autre espèce. Cette stratégie est aussi appelée "parasitisme de couvée".
En France, il existe des listes et atlas européens, nationaux, et/ou régionaux, cantonaux et urbains (ex : Bruxelles ou locaux (ex : col de Balme) des oiseaux nicheurs. La Liste rouge des oiseaux nicheurs de 2016 indique que la situation s'est encore aggravée pour la faune aviaire en France métropolitaine huit ans après sa précédente mise à jour. En effet, « un tiers des espèces est désormais menacé, contre un quart en 2008 ». 
En 2019, au Québec, après plusieurs années de travail ornithologique, a été publié le second Atlas des oiseaux nicheurs du Québec.  Plus d'un demi-million d’indices de nidification ont été collectés afin de présenter "la répartition et l’abondance des 253 espèces oiseaux qui se reproduisent au Québec sous les 50,5° de latitude Nord". Un site internet est également disponible pour l'obtention d'information sur la faune aviaire de la province.
Les oiseaux nicheurs sont recensés selon des protocoles scientifiques.

## Typologie
On distingue habituellement, pour un territoire donné, les oiseaux nicheurs des « oiseaux de passage » et des « oiseaux hivernants », qui se reproduisent sur un autre territoire.

## Suivi

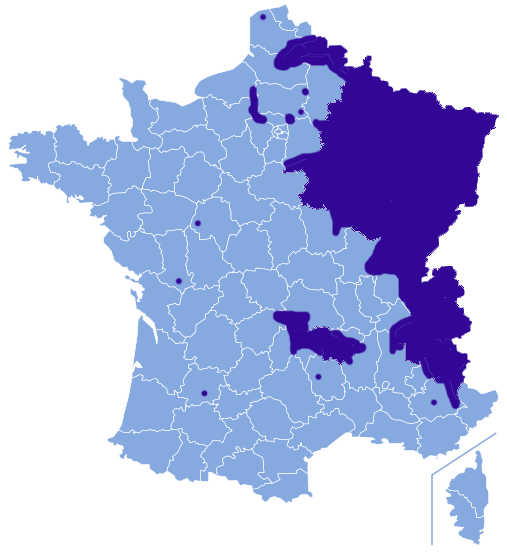
Exemple de cartographie d'Atlas d'oiseaux nicheur (ici pour Turdus pilaris (1989)

Le suivi des populations, de leurs variations de distribution et de l'état de santé des oiseaux nicheurs, en tenant compte du contexte climatique et biogéographique apporte des données d'évaluation environnementale et parfois de santé environnementale (en présence d'épidémies zoonotiques par exemple). 
Des recensements sont pratiqués sur les continents, mais aussi en mer, sur des îles et archipels pour les oiseaux marins (certaines espèces ne nichent que sur des îles, parfois très éloignées des continents). Des changements phénologiques et de distribution peuvent être indicateurs de phénomènes d'adaptation ou au contraire de dyssynchronie liés au dérèglement climatique.
En France, le statut des oiseaux nicheurs dits "communs" inscrits dans le programme STOC fait l'objet d'un suivi spécifique

## Liste rouge des oiseaux nicheurs de France métropolitaine
Au sein de la liste rouge de l'UICN en France, elle permet de périodiquement réévaluer le niveau de menace qui concerne chacune de 284 espèces d'oiseaux nicheurs recensées et suivis en France métropolitaine. Ainsi une analyse faite conjointement par la LPO, la Société d’études ornithologiques de France (SEOF) et l’Office national de la chasse et de la faune sauvage (ONCFS) a permis de confirmer un nouveau déclin pour 48 espèces de 2008 à 2016, alors que dans le même temps seules 15 espèce avaient un statut qui s'est amélioré. En 2016, 92 espèces (sur 284 ayant fait l'objet d'une évaluation) sont classées menacées en France métropolitaine et « 72 % ont vu leur état se détériorer ». Le premier facteur de régression semble être la modification des pratiques agricole, (ex : Verdier d'Europe et Chardonneret  élégant dont les populations se sont effondrées en 10 ans. Le Bruant des roseaux et la Fauvette pitchou sont nouvellement  menacés. Certains oiseaux  marins, les  limicoles (ex : Bécassine  des  marais et les galliformes (ex : Lagopède alpin) sont aussi en régression. Inversement, quelques espèces protégées (ex : Vautour  moine, Elanion  blanc ou Spatule  blanche reconstituent progressivement leur population ce qui leur a valu un changement de statut (passant de « Vulnérable » à « Quasi menacée ». pour 15 % des 284 espèces évaluées en 2016 aucun statut n'existe encore, par manque de données pertinentes.